# Wurtz-Fittig-reactie
De Wurtz-Fittig-reactie is een organische reactie waarbij een arylhalogenide reageert met een alkylhalogenide en metallisch natrium tot een alkylgesubstitueerde aromatische verbinding.
De reactie werd genoemd naar de Duitse scheikundige Wilhelm Rudolph Fittig en de Franse scheikundige Charles-Adolphe Wurtz, die in 1855 een gelijkaardige reactie (de Wurtz-reactie) ontdekte.